# (4358) Lynn
(4358) Lynn ist ein Hauptgürtelasteroid, der am 5. Oktober 1909 von Philip Herbert Cowell (1870–1949) vom Royal Greenwich Observatory aus entdeckt wurde.
Der Asteroid wurde nach William Thynne Lynn, einem Mitarbeiter am Observatorium, benannt.